# カスティヨン・ラ・バタイユ
カスティヨン＝ラ＝バタイユ(Castillon-la-Bataille)は、フランス南西部、ヌーヴェル＝アキテーヌ地域圏ジロンド県のコミューン。ドルドーニュ川右岸地域の赤ワイン産地コート・ド・カスティヨンを生産する中心的な村である。
1453年7月17日、百年戦争最後の戦いであるカスティヨンの戦いがここで行われ、イングランド王国の司令官シュルーズベリー伯爵ジョン・タルボットが戦死してフランスの勝利に終わった。

## 人口統計
| 1962年 | 1968年 | 1975年 | 1982年 | 1990年 | 1999年 | 2006年 |
| ------ | ------ | ------ | ------ | ------ | ------ | ------ |
| 3096   | 3102   | 3166   | 3207   | 3020   | 3113   | 3148   |

参照元:INSEE

## 姉妹都市
- エスピコピ、ギリシャ
- ナブルク、ドイツ
- カスカンテ、スペイン[2]